# ゴゴスマ -GO GO!Smile!-
『ゴゴスマ -GO GO!Smile!-』（ゴゴスマ -ゴー・ゴー!スマイル!-）は、2013年4月1日から、CBCテレビの制作により、TBS系列局（一部系列局を除く）で月曜日から金曜日の13:55 - 15:49（JST）に生放送されているワイドショー・情報番組である。略称および新聞テレビ欄でのクレジットは『ゴゴスマ』。

## 概要・歴史

### 2013年・2014年（東海3県ローカル時代）
中部日本放送（現：CBCテレビ）では、2013年4月に自社制作番組を中心に据えた改編を実施し、それまでドラマ再放送枠に充てられていた平日14 - 15時台で放送を開始した。同局が平日14時台にローカル情報番組を編成するのは『この街は この風は』『ワイドショー&YOU』（1969年4月 - 1974年9月）の終了以来38年半ぶり。この改編を機に、平日午後に（後番組『イッポウ』〈2019年3月終了、現：『チャント!』〉を含めて）およそ4時間にわたって自社制作番組を放送する事となった。
放送開始時点でのコンセプトは「東海3県を徹底的に応援する」。同時点でCBCテレビアナウンサーであった石井亮次が総合司会を務め、東海3県に縁の深い著名人を中心に、タレントや有識者を「ゴゴスマファミリー」（日替わりでスタジオに登場するレギュラー出演者）に起用している。
これまではスタジオトーク・生中継・日替わりのロケ企画などを通じて、東海3県の視聴者へ向けて「毎日の生活に家族や友人との会話に役立つ情報」を伝えていた。

### 2015年から（TBSテレビでネット開始）
2015年3月30日からは、TBSテレビが読売テレビ制作・日本テレビ系列全国ネットの『情報ライブ ミヤネ屋』に対抗するため、14:53までの同時ネットを開始。本番組を「（月曜 - 金曜11時台 - 13時台〈当時〉に放送中のTBSテレビ制作の全国ネット番組）『ひるおび!』の兄弟番組」と位置付けた上で、『ひるおび!』と本番組でCBCテレビ制作の3分番組『ごごネタ!』を挟み、TBSテレビの場合は連続した4時間弱、CBCテレビの場合は連続した5時間弱の生放送を実施する。在名局制作の生ワイド番組が在京キー局同時ネットで放送されるのは、同局制作の全国ネット番組『えなりかずき!そらナビ』が終了した2010年9月24日以来4年半ぶりである。
TBSテレビ編成部長であった伊佐野英樹（後の常務取締役）は「『ひるおび!』の流れを汲みながら、TBS系列の力を巻き込んだ形で、（東海3県で）一定の評価を得ている『ゴゴスマ』で大きな一歩を踏み出したい」と説明。「（同時ネットの対象になる）14時台は記者会見などが開かれる事が多いため、当該時間帯に生放送番組を編成する事は『視聴者に寄り添う放送局』として必要」という見解も示している。同局制作の番組ではなく、系列局の番組を放送する理由として「まずは（2015年4月改編でリニューアルを実施する）『あさチャン!』〈同改編からの新番組、2021年9月終了〉と『白熱ライブ ビビット』〈後の『ビビット』、2019年9月終了〉、いずれもTBSテレビ制作・全国ネットの生放送番組）の充実に全力を注ぎたいので、CBCテレビに協力を仰いだ」としている。
TBSテレビでのネット開始に合わせ、番組構成もリニューアルされた。前半はTBSテレビでの視聴者も意識しながら、主婦目線にこだわった生活情報を伝え、東海3県ローカルになる後半は地元向けの情報を中心とした構成となった。
9月28日からは放送時間がCBCテレビは15:58まで、TBSテレビは15:51まで（TBSテレビでの飛び降りネットは継続）に各々拡大。合わせて放送内容も視聴者の関心が高い事件・事故・芸能速報を充実させるなど、全国向けにリニューアルし、TBSテレビも本格的に制作協力に参加する。またこの時点での曜日別レギュラー出演者は改編後も引き続き続投する。
11月2日からはTBSテレビ報道局からの中継によるニュースコーナーを開始。14:40頃からネット局エリアに関連する項目を中心として、毎日数項目伝える。なおこのコーナーは、同年9月まで、TBSテレビの飛び降り後（15時台）に東海3県ローカルで放送されていたニュースコーナーが形を変えて復活した格好となる。これを含め、10月改編後もコーナーの改廃や既存コーナーの放送時間入れ替えなどが適宜行われていて、この頃から本番組を通常時非ネットとしている系列局の協力による裏送り中継も行われる。

### 2016年から（全国進出）
2016年4月1日からは『ひるおび!』からの接続がステブレレス（間にCMを挟まず直結の形）に変更され、同月4日からは東北放送でもネット開始。それにあわせ、番組ロゴもピンクを基調としたものから、現行の緑を基調としたものにリニューアルされた。またこの日以降から、新規ネット局が放送を開始すると、開始日にその局の紹介と合わせて中継をつなぐようになる。10月3日からはTBSテレビ・東北放送のみ『Nスタ・第0部』3分前拡大に伴い、15:50までの放送（CBCテレビでの番組終了時刻は変わらないため、CBCテレビの東海3県ローカルの時間帯が1分拡大されることとなる）に短縮となる。
東海3県ローカル時代からアシスタントを務めてきた古川枝里子（CBCテレビアナウンサー）が、産前産後休業に入るため2017年1月13日（金曜）放送分で一時降板。16日放送分以降は、中田有紀が月曜日+α、根本美緒が水曜日+α、馬場典子（いずれもフリーアナウンサー）が金曜日+αのアシスタントを担当している。4月3日からは山陰放送でもネット開始。7月31日からは放送時間が1分短縮となり、CBCテレビは15:57まで、TBSテレビ・東北放送・山陰放送は15:49までの放送時間に各々変更。8月3日には、古川が産前産後休業から復帰し、当面は他のアシスタント3名が出演しない日を担当する。9月4日からはテレビ山口でもネット開始。
2018年4月2日からは新潟放送・静岡放送でもネット開始 となり、10月1日からは北海道放送でもネット開始。同日の放送からは、15:49での飛び降りポイントを15:40にも設定し、この時点では北海道放送のみ15:40で放送終了していた。
2019年4月1日からはIBC岩手放送・チューリップテレビ・熊本放送でもネット開始。また、4月3日放送分からはフリーアナウンサーの古舘伊知郎が水曜日のレギュラーコメンテーターに就任した。なお、制作局のCBCテレビでは、4月1日から夕方の新ローカル情報番組『チャント!』の放送を開始（15時49分 - 19時00分）。これに伴い、2015年4月以来設定していた東海3県ローカルパートを廃止し、終了時刻を従来の15:57から従前の2つ目の飛び降り点であった15:49に繰り上げた事でTBSテレビなどのネット局での飛び降りが解消された一方で、15:40の飛び降りポイントは引き続き継続されるため、2019年以降も15:40で飛び降りる局がある。
7月1日からはテレビ高知でもネット開始となり、9月30日からはあいテレビ・大分放送・南日本放送でもネット開始。またこの時期からは一部EPGや新聞などの番組表における番組名表記を通称と同じ『ゴゴスマ』に統一した（番組の正式名称は変わらず）。
2020年3月30日からはテレビユー福島・テレビ山梨・RSK山陽放送・宮崎放送でもネット開始。番組開始当初から総合司会を務めている石井は翌31日付でCBCテレビを退職したが、4月1日以降もフリーアナウンサーとして引き続き総合司会を担当している。9月28日からはRKB毎日放送でもネット開始。
2021年1月4日からは北陸放送・中国放送でもネット開始。3月15日から毎日放送でもネットを開始したことによって、大阪府東大阪市出身の石井にとって長年の悲願であった「地元（同局による関西地方）での放送」 と、5大都市圏にあるTBS系列基幹局 でのレギュラー放送が同時に実現した。3月29日から長崎放送でもネットを開始した。
2025年3月31日よりテレビユー山形で月曜から木曜までのネットを開始。それにより通常時ネット局が青森テレビ・信越放送・琉球放送を除く25局に増加した。さらに同年4月4日よりCBCにおける金曜日の放送時間が1時間長い16:50までの放送。これにより、金曜日の15:50以降に限り東海3県ローカルとなる。
なお、RKB毎日放送はネット開始前（2020年4月13日から5月22日まで）、中国放送では同年7月13日から22日まで、同時ネットを臨時に実施していた。RKB毎日放送では『今日感テレビ』（当番組と同じ時間帯で9月18日まで放送していたローカル情報番組）のレギュラー出演者が、中国放送では番組関係者が新型コロナにそれぞれ感染した影響から番組の制作体制を一時的に縮小していたことによる。
2021年5月25日からは、YouTube上に当番組の公式チャンネルを開設。地上波での生放送が終了した直後に、「あと10分、生でしゃべります」（MCとアシスタントが当日の放送内容を振り返る10分間のライブ動画）などを配信している。その一方で、TBSテレビ報道局内（ニューススタジオ）からの生中継によるニュースコーナーは、2024年9月27日（金曜日）の放送をもって終了した。

### 視聴率
2015年3月30日のTBSテレビネット初回の視聴率は2.9%（ビデオリサーチ調べ、関東地区・世帯・リアルタイム。以下略）を記録した。
2016年9月19日放送分では、名古屋地区で8.9%（ビデオリサーチ調べ、名古屋地区・世帯・リアルタイム）を記録し、名古屋地区では初となる同時間帯トップを獲得。さらに、2017年10月4日放送分でも関東地区で5.4%（ビデオリサーチ調べ、関東地区・世帯・リアルタイム）を記録し、関東地区では初となる同時間帯トップを獲得した。
2020年上期に入ってからは、関東地区での視聴率が上昇傾向にあり、『ミヤネ屋』と互角な視聴率争いを展開している ほか、フジテレビ『直撃LIVE グッディ!』→『バイキング（→バイキングMORE）』を上回っている。
2021年1月4日・7日放送分では、関東地区では過去最高となる8.3%を記録（何れもビデオリサーチ調べ、関東地区・世帯・リアルタイム）。さらに、関東地区での1月の月間平均世帯視聴率は6.6%を、個人視聴率は3.3%を各々記録した。また、近年では名古屋・関東以外の地区でも、系列局で高い視聴率を記録することがある。
2025年1月6日、CBCテレビは2024年の関東地区年間平均視聴率（ビデオリサーチ調べ）において、個人全体2.4%、世帯4.8%を記録し、同地区（TBSテレビ）での同時ネット開始以来、初の同時間帯1位を獲得したことを発表した。

## 現在の出演者
- 2024年9月30日時点。出演開始日がない人は番組放送開始日（週）から出演している。
- ○は『チャント!』にも出演。

| 月曜日 | 火曜日                                                                 | 水曜日                                                            | 木曜日                                                       | 金曜日 |
| 総合司会（メインキャスター） | 総合司会（メインキャスター）                                           | 総合司会（メインキャスター）                                      | 総合司会（メインキャスター）                                 | 総合司会（メインキャスター） |
| --- | ---------------------------------------------------------------------- | ----------------------------------------------------------------- | ------------------------------------------------------------ | --- |
| 石井亮次 |                                                                        |                                                                   |                                                              | |
| アシスタント（皆藤愛子以外は、CBCテレビ アナウンサー ） |                                                                        |                                                                   |                                                              | |
| 皆藤愛子 | ○古川枝里子                                                            | ○小川実桜                                                         | ○友廣南実                                                    | 古川枝里子 |
| ナレーター（全てCBCテレビアナウンサー） |                                                                        |                                                                   |                                                              | |
| 男性 榊原悠介○ 塩見啓一 重盛啓之 高田寛之 永岡歩○ 西村俊仁 水分貴雅 宮部和裕 若狭敬一女性 加藤愛 加藤由香 小高直子 夏目みな美 南部志穂○ 柳沢彩美○ 山内彩加○ 吉岡直子 渡辺美香           |                                                                        |                                                                   |                                                              | |
| 曜日レギュラー（毎週出演） |                                                                        |                                                                   |                                                              | |
| 大久保佳代子（オアシズ） ユージ | 岡田圭右（ますだおかだ） 菊地幸夫（弁護士）                            | 松本明子 古舘伊知郎（元テレビ朝日アナウンサー、立教大学客員教授） | 野々村友紀子（放送作家）                                     | 増田英彦（ますだおかだ） 河合郁人（A.B.C-Z） ナジャ・グランディーバ                                                                                         |
| 準レギュラー（不定期出演） |                                                                        |                                                                   |                                                              | |
| 森田豊（医師） 東国原英夫 | 江口ともみ 金子恵美（元衆議院議員） 鈴木紗理奈                         | 正木裕美（アディーレ法律事務所名古屋支店弁護士）                  | 丸田佳奈（医師） 東国原英夫 山口真由（ニューヨーク州弁護士） | 角谷浩一（政治ジャーナリスト） 鈴木哲夫（ジャーナリスト） 田中ウルヴェ京（上級メンタルトレーナー、元アーティスティックスイミング選手） 清原博（国際弁護士） |
| 以下、出演曜日を特定しない不定期出演者。 内田恭子、カンニング竹山、高橋真麻、大橋未歩、中村仁美、知花くらら、松村沙友理、立川志の春、てぃ先生、三上大進（スキンケア研究家）、呂布カルマ |                                                                        |                                                                   |                                                              | |
| 中継・リポート担当 |                                                                        |                                                                   |                                                              | |
| 奥平邦彦 堀真奈美 阿部祐二 | 奥平邦彦 堀真奈美 ふぉ〜ゆ〜（福田悠太・辰巳雄大・越岡裕貴・松崎祐介） | 奥平邦彦 堀真奈美                                                 | 奥平邦彦 堀真奈美                                            | 奥平邦彦 堀真奈美 |
| ニュース解説 |                                                                        |                                                                   |                                                              | |
| 石塚元章○ |                                                                        |                                                                   |                                                              | |
| 気象情報 |                                                                        |                                                                   |                                                              | |
| 沢朋宏（CBCテレビアナウンサー、気象予報士） | 沢朋宏（CBCテレビアナウンサー、気象予報士）                            | 沢朋宏（CBCテレビアナウンサー、気象予報士）                       | 古川枝里子                                                   | 沢朋宏 |
| 最新ニュース（いずれもTBSアナウンサーで、東京のTBSテレビ にある報道フロアから中継） |                                                                        |                                                                   |                                                              | |
| 上村彩子 | 出水麻衣                                                               | 御手洗菜々                                                        | 南後杏子                                                     | 御手洗菜々 |

### 休暇等による代打出演
|        | 月曜日                  | 火曜日                  | 水曜日                  | 木曜日                   | 金曜日   |
| ------ | ----------------------- | ----------------------- | ----------------------- | ------------------------ | -------- |
| 2024年 | 若狭敬一○ （CBCテレビ） | 若狭敬一○ （CBCテレビ） | 若狭敬一○ （CBCテレビ） | 光山雄一朗 （CBCテレビ） | 河合郁人 |
| 2024年 | 若狭敬一○ （CBCテレビ） | 若狭敬一○ （CBCテレビ） | 若狭敬一○ （CBCテレビ） | 佐藤楠大 （CBCテレビ）   | 河合郁人 |

|        | 月曜日                | 火曜日                      | 水曜日                | 木曜日                     | 金曜日                  |
| ------ | --------------------- | --------------------------- | --------------------- | -------------------------- | ----------------------- |
| 2024年 | 後生川凜 （熊本放送） | 佐藤玲奈 （テレビユー福島） | 夏目担当日 （‐）      | 奥野粋子 （テレビ山口）    | 森結有花 （北海道放送） |
| 2025年 | 皆藤担当日            | 杉本真子 （静岡放送）       | 海渡未来 （毎日放送） | 本田奈也花 （RKB毎日放送） | 渡邉百音 （北陸放送）   |

### 備考
古川は、気象予報士の資格も持っており、沢が不在の場合に気象に関するニュースの解説や天気コーナーを担当する事があるほか、沢が療養休演中は番組アシスタントと気象解説を兼務していた。
ナレーターは、中継リポーターで出演する場合もある。
中継・リポートは、『THE TIME,』のリポーターや取材ディレクターらが、番組内でリポートしたものを本番組で再編集し放送するケースがある ほか、現在進行形の事象を扱う場合は、時間帯が隣接する『ひるおび!』のリポーターや、TBSテレビ及びCBCテレビを含めたJNN各局の記者やアナウンサーらが引き続き本番組で中継でリポートを行う場合もある。
最新ニュースでは、上記のTBSテレビアナウンサーが出演するが、ごくまれに別のアナウンサーが担当する場合もある。
CBCテレビアナウンサーの中継が複数ある日の適宜中継リポートが2018年4月以降に増加し、番組アシスタントの古川が中継に出かけた日はスタジオアシスタントが不在で、石井が一人で進行して占いランキングのナレーションは別のCBCテレビアナウンサーが担当する場合がある。
2025年1月23日、竹内英明元兵庫県議の死去に際し、SNS上で事実と反する情報を拡散したとして、東国原英夫の出演を両者協議の上、見合わせた。

## 過去の出演者

### タレント
| 出演者                                           | 曜日                                                                | 出演期間                       |
| ------------------------------------------------ | ------------------------------------------------------------------- | ------------------------------ |
| 矢口真里                                         | 火曜日・レギュラー                                                  | 2013年4月2日 - 5月21日         |
| 藤本美貴                                         | 火曜日・レギュラー                                                  | 2013年6月25日 - 2014年12月23日 |
| 林修（東進ハイスクール講師）                     | コメンテーター→火曜日・レギュラー                                   | 2013年4月 - 2016年3月          |
| 安めぐみ                                         | 水曜日・レギュラー                                                  | 2013年4月3日 - 2014年9月24日   |
| 山口もえ                                         | 木曜日・レギュラー                                                  | 2013年4月4日 - 2016年3月24日   |
| 岡井千聖（℃-ute）                                | 木曜日・レギュラー                                                  | 2013年4月4日 - 2014年3月27日   |
| アルコ&ピース（平子祐希・酒井健太）              | 月曜日・リポーター                                                  | 2013年4月1日 - 2014年9月22日   |
| オジンオズボーン（篠宮暁・高松新一）             | 火曜日・リポーター                                                  | 2013年4月2日 - 2015年3月24日   |
| 織田奈津子                                       | 火曜日・「これが主婦の生きる道」リポーター                          | 2013年4月3日 - 2015年4月       |
| 佐藤倫子                                         | 火曜日・リポーター                                                  | 2014年4月1日 - 2015年5月26日   |
| 氏田朋子                                         | 火曜日・リポーター                                                  | 2015年6月2日 - 2016年3月       |
| 暮沼まみ                                         | 木曜日・リポーター                                                  | 2013年4月4日 - 2014年3月27日   |
| 井駒彩                                           | 木曜日・リポーター                                                  | 2014年4月3日 - 2014年9月25日   |
| ジャングルポケット（斉藤慎二・おたけ・太田博久） | 木曜日・リポーター                                                  | 2013年4月4日 - 2015年3月26日   |
| 奥ゆり                                           | 金曜日・リポーター                                                  | 2013年4月5日 - 2014年3月28日   |
| しずる（村上純・池田一真）                       | 金曜日・リポーター                                                  | 2013年4月5日 - 2014年9月26日   |
| 矢方美紀（SKE48）                                | 金曜日・「ゴゴスマ実況中継」リポーター                              | 2013年4月5日 - 2014年3月14日   |
| 柳原聖（カルマライン）                           | 「僕、どうしたらいいですか?」出演者                                 | 2013年4月 - 2015年4月          |
| くわばたりえ（クワバタオハラ）                   | ゴゴスマファミリー                                                  |                                |
| 井森美幸                                         | ゴゴスマファミリー                                                  |                                |
| 落合務                                           | ゴゴスマ料理部顧問                                                  |                                |
| 辻口博啓                                         | ゴゴスマ料理部顧問                                                  |                                |
| 笠原将弘                                         | ゴゴスマ料理部顧問                                                  |                                |
| BOYS AND MEN                                     | 月曜日・コーナーレギュラー                                          | 2014年3月31日 - 2022年3月28日  |
| 島崎和歌子                                       |                                                                     | 2015年 - 2016年9月27日         |
| 木本武宏（TKO）                                  | 2015年3月31日 - 2016年9月27日                                       |                                |
| 遼河はるひ                                       | 2014年4月4日 - 2016年9月27日                                        |                                |
| 村田千弥                                         | 2015年4月3日 - 2016年9月27日                                        |                                |
| ジャニーズJr.                                    | 「ちょっと気の早い 明日の運勢ランキング」（週替わりで1名がVTR出演） | 2015年9月28日 - 2018年9月28日  |
| キンタロー。                                     | [ 注 71 ]                                                           | 不明                           |
| 水城あやの                                       | 水曜日→金曜日                                                       | 2013年4月 - 2019年3月29日      |
| 竹田恒泰                                         | 月曜日                                                              | ? - 2020年6月1日               |
| 黒田知永子                                       | 毎週月曜日                                                          | - 2020年3月27日                |
| 山路徹（ジャーナリスト）                         | 毎週月曜日                                                          | - 2020年3月27日                |
| 武田邦彦（中部大学教授、工学博士）               | 毎週火曜日                                                          | - 2020年3月24日                |
| ニッチェ（江上敬子・近藤くみこ）                 | 毎週水曜日                                                          | 2013年4月 - 2021年3月24日      |
| ケンドーコバヤシ                                 | 毎週木曜日                                                          | 2018年10月4日 - 2021年3月25日  |
| JOY                                              | 毎週木曜日                                                          | 2015年4月2日 - 2021年3月25日   |
| 友近                                             | 隔週火曜日                                                          | 2015年3月31日 - 2021年3月      |
| 平松伴康                                         | 中継・リポート担当                                                  | 2019年10月頃から2021年3月まで  |
| 瀧川鯉斗                                         | 毎週木曜日                                                          | 2021年4月 - 2022年3月          |
| 寺坂頼我                                         | 月曜日・コーナーレギュラー                                          | 2022年4月4日 - 2023年3月27日   |
| 千原ジュニア                                     | 毎週水曜日                                                          | 2021年3月31日 - 2023年3月29日  |

### コメンテーター
| 出演者                                                   | 出演期間                      |
| -------------------------------------------------------- | ----------------------------- |
| 佐伯チズ（美・生活アドバイザー）                         | 2013年4月 - 2014年9月         |
| 内田俊宏（エコノミスト）                                 | 2013年4月 - 2014年9月         |
| 池坊美佳（華道家）                                       | 2013年8月 - 2014年9月         |
| LiLiCo                                                   | 2015年4月 - 2016年3月         |
| 和泉昭子（生活経済ジャーナリスト）                       |                               |
| 水道橋博士（浅草キッド）                                 | 2016年10月3日 - 2018年9月28日 |
| 博多華丸（博多華丸・大吉）                               | 2014年10月2日 - 2018年9月28日 |
| 坪田信貴（坪田塾塾長）                                   |                               |
| 鈴木明子（プロフィギュアスケーター）                     | 2014年9月29日 - 2019年3月     |
| 宮川俊二（キャスター）                                   |                               |
| 荻原博子（経済ジャーナリスト）                           |                               |
| 吉川美代子（元TBSテレビアナウンサー）                    |                               |
| 深澤真紀（コラムニスト・淑徳大学客員教授）               |                               |
| 品田英雄（日経BPヒット総合研究所上席研究員）             |                               |
| 田中里沙（コミュニケーションシンクタンク宣伝会議取締役） |                               |
| 金慶珠（東海大学教授）                                   |                               |
| 須田慎一郎（ジャーナリスト）                             | 2020年4月 - 2021年3月         |
| 麻木久仁子                                               | 2018年4月 - 2019年3月         |
| 龍崎孝（流通経済大学教授）                               | 2019年4月 - 2021年3月         |
| 生島ヒロシ（元TBSテレビアナウンサー）                    | 2018年10月 - 2019年3月        |

### アナウンサー
| 出演者                | 担当                                         | 出演期間                                                                  |
| CBCテレビアナウンサー | CBCテレビアナウンサー                        | CBCテレビアナウンサー                                                     |
| --------------------- | -------------------------------------------- | ------------------------------------------------------------------------- |
| 大石邦彦              | 『イッポウ』メインキャスター                 | - 2015年9月                                                               |
| 青木まな              | 金曜日→木曜日                                | [ 注 79 ]                                                                 |
| 江田亮                | リポーター（木曜日）                         | 2013年4月4日 - 2014年3月27日                                              |
| 桜沢信司              | 気象情報                                     | 2013年4月1日 - 2020年9月 2023年6月 - 2024年3月27日                        |
| 齊藤初音              | アシスタント（水曜日）                       | 2020年9月28日 - 2023年3月31日                                             |
| 光山雄一朗            | アシスタント（水曜日）                       | 2020年9月30日 - 2024年3月27日                                             |
| 夏目みな美            | アシスタント（水曜日）                       | 2024年4月3日 -2024年9月25日                                               |
| TBSテレビアナウンサー |                                              |                                                                           |
| 高畑百合子            | 最新ニュース担当                             | 2015年11月9日 - 2018年9月28日                                             |
| 日比麻音子            | 最新ニュース担当                             | 2018年10月4日 - 2019年3月29日                                             |
| 近藤夏子              | 最新ニュース担当                             | 2020年7月9日 - 2020年10月16日                                             |
| 国山ハセン            | 注目ニュース担当                             | 2017年4月3日 - 2019年9月26日                                              |
| 小林廣輝              | 注目ニュース担当                             | 2019年9月30日ほか                                                         |
| 熊崎風斗              | 注目ニュース担当                             | 2013年10月2日ほか                                                         |
| 田村真子              | 最新ニュース担当                             | 2019年4月4日 - 2020年7月3日・2020年10月22日 - 2021年3月26日（木・金曜日） |
| 野村彩也子            | 最新ニュース担当                             | 2020年9月30日 - 2021年9月29日（隔週水曜日）                               |
| 齋藤慎太郎            | 最新ニュース担当                             | 2020年10月7日 - 2021年9月22日（隔週水曜日）                               |
| 小沢光葵              | 最新ニュース担当                             | 2021年10月6日 - 2022年3月30日（隔週水曜日）                               |
| 高柳光希              | 最新ニュース担当                             | 2021年10月6日 - 2023年9月27日（隔週→毎週水曜日）                          |
| 山本里菜              | 最新ニュース担当                             | 2022年4月1日 - 2023年9月29日（金曜日）                                    |
| 古田敬郷              | 最新ニュース担当                             | 2023年1月9日 - 2023年9月25日（月曜日）                                    |
| 山本恵里伽            | 最新ニュース担当                             | 2023年10月2日 - 2024年3月26日（月・火曜日）                               |
| フリーアナウンサー    | 最新ニュース担当                             |                                                                           |
| 中田有紀              | アシスタント（月曜日）                       | 2017年1月16日 - 2017年9月末                                               |
| 根本美緒              | アシスタント（隔週水曜日）                   | 2017年1月18日 - 2019年9月25日                                             |
| 馬場典子              | アシスタント（金曜日→隔週月曜日）            | 2017年1月20日 - 2020年9月21日                                             |
| 中西悠理              | アシスタント（水曜日→隔週水曜日）            | 2019年8月7日 - 2020年9月23日                                              |
| 雨宮萌果              | アシスタント（火曜日→隔週水曜日→隔週月曜日） | 2019年8月7日 - 2021年3月22日                                              |

## 歴代レギュラー

### キャスター
| 期間 | 期間       | メインキャスター | アシスタント                                    | アシスタント          | アシスタント        | アシスタント  | アシスタント | ニュースキャスター | ニュースキャスター | ニュースキャスター      | ニュースキャスター | ニュースキャスター |
| 期間 | 期間       | メインキャスター | 月曜日                                          | 火曜日                | 水曜日              | 木曜日        | 金曜日       | 月曜日             | 火曜日             | 水曜日                  | 木曜日             | 金曜日             |
| --- | ---------- | ---------------- | ----------------------------------------------- | --------------------- | ------------------- | ------------- | ------------ | ------------------ | ------------------ | ----------------------- | ------------------ | ------------------ |
| 2013.4.1 | 2015.9.25  | 石井亮次         | 古川枝里子                                      | 古川枝里子            | 古川枝里子          | 古川枝里子    | 古川枝里子   | 小高直子           | 小高直子           | 小高直子                | 加藤由香           | 加藤由香           |
| 2015.9.28 | 2015.11.6  | 石井亮次         | 古川枝里子                                      | 古川枝里子            | 古川枝里子          | 古川枝里子    | 古川枝里子   | （コーナーなし）   | （コーナーなし）   | （コーナーなし）        | （コーナーなし）   | （コーナーなし）   |
| 2015.11.9 | 2017.1.13  | 石井亮次         | 古川枝里子                                      | 古川枝里子            | 古川枝里子          | 古川枝里子    | 古川枝里子   | 高畑百合子1・2     | 高畑百合子1・2     | 高畑百合子1・2          | 高畑百合子1・2     | 高畑百合子1・2     |
| 2017.1.20 | 2017.2.24  | 石井亮次         | 中田有紀                                        | （シフト制）3         | 根本美緒            | （シフト制）3 | 馬場典子     | 高畑百合子1・2     | 高畑百合子1・2     | 高畑百合子1・2          | 高畑百合子1・2     | 高畑百合子1・2     |
| 2017.2.27 | 2017.8.2   | 石井亮次         | 中田有紀                                        | （シフト制）3         | 根本美緒4 皆藤愛子4 | （シフト制）3 | 馬場典子     | 高畑百合子1・2     | 高畑百合子1・2     | 高畑百合子1・2          | 高畑百合子1・2     | 高畑百合子1・2     |
| 2017.8.3 | 2017.9.29  | 石井亮次         | 中田有紀                                        | 古川枝里子            | 根本美緒4 皆藤愛子4 | 古川枝里子    | 馬場典子     | 高畑百合子1・2     | 高畑百合子1・2     | 高畑百合子1・2          | 高畑百合子1・2     | 高畑百合子1・2     |
| 2017.10.2 | 2018.9.28  | 石井亮次         | 古川枝里子                                      | 古川枝里子            | 根本美緒4 皆藤愛子4 | 古川枝里子    | 馬場典子     | 高畑百合子1・2     | 高畑百合子1・2     | 高畑百合子1・2          | 高畑百合子1・2     | 高畑百合子1・2     |
| 2018.10.1 | 2019.3.29  | 石井亮次         | 古川枝里子                                      | 古川枝里子            | 根本美緒4 皆藤愛子4 | 古川枝里子    | 馬場典子     | 出水麻衣1・2       | 出水麻衣1・2       | 出水麻衣1・2            | 日比麻音子2        | 日比麻音子2        |
| 2019.4.1 | 2019.7.31  | 石井亮次         | 古川枝里子                                      | 古川枝里子            | 根本美緒4 皆藤愛子4 | 古川枝里子    | 馬場典子     | 出水麻衣1・2       | 出水麻衣1・2       | 出水麻衣1・2            | 田村真子1・2       | 田村真子1・2       |
| 2019.8.1 | 2019.9.27  | 石井亮次         | 皆藤愛子                                        | 雨宮萌果              | 根本美緒4 中西悠理4 | 皆藤愛子      | 馬場典子     | 出水麻衣1・2       | 出水麻衣1・2       | 出水麻衣1・2            | 田村真子1・2       | 田村真子1・2       |
| 2019.9.30 | 2020.4.3   | 石井亮次         | 皆藤愛子                                        | 雨宮萌果              | 中西悠理            | 皆藤愛子      | 馬場典子     | 出水麻衣1・2       | 出水麻衣1・2       | 出水麻衣1・2            | 田村真子1・2       | 田村真子1・2       |
| 2020.4.6 | 2020.4.10  | 石井亮次         | 皆藤愛子                                        | 光山雄一朗5           | 加藤愛5             | 光山雄一朗5   | 光山雄一朗5  | 出水麻衣1・2       | 出水麻衣1・2       | 出水麻衣1・2            | 田村真子1・2       | 田村真子1・2       |
| 2020.4.13 | 2020.6.19  | 石井亮次         | 古川枝里子5                                     | 光山雄一朗5           | 光山雄一朗5         | 古川枝里子    | 古川枝里子   | 出水麻衣1・2       | 出水麻衣1・2       | 出水麻衣1・2            | 田村真子1・2       | 田村真子1・2       |
| 2020.6.22 | 2020.7.3   | 石井亮次         | 皆藤愛子4 馬場典子4                             | 古川枝里子            | 中西悠理            | 古川枝里子    | 古川枝里子   | 出水麻衣1・2       | 出水麻衣1・2       | 出水麻衣1・2            | 田村真子1・2       | 田村真子1・2       |
| 2020.7.6 | 2020.7.10  | 石井亮次         | 古川枝里子                                      | 古川枝里子            | 古川枝里子          | 古川枝里子    | 古川枝里子   | 出水麻衣1・2       | 出水麻衣1・2       | 出水麻衣1・2            | 近藤夏子7          | 近藤夏子7          |
| 2020.7.13 | 2020.9.25  | 石井亮次         | 皆藤愛子4 馬場典子4                             | 古川枝里子            | 中西悠理4 雨宮萌果4 | 古川枝里子    | 古川枝里子   | 出水麻衣1・2       | 出水麻衣1・2       | 出水麻衣1・2            | 近藤夏子7          | 近藤夏子7          |
| 2020.9.28 | 2020.10.16 | 石井亮次         | 皆藤愛子4 雨宮萌果4                             | 古川枝里子            | 光山雄一朗          | 齊藤初音      | 古川枝里子   | 出水麻衣1・2       | 出水麻衣1・2       | 野村彩也子4 齋藤慎太郎4 | 近藤夏子7          | 近藤夏子7          |
| 2020.10.19 | 2021.1.8   | 石井亮次         | 皆藤愛子4 雨宮萌果4                             | 古川枝里子            | 光山雄一朗          | 齊藤初音      | 古川枝里子   | 出水麻衣1・2       | 出水麻衣1・2       | 野村彩也子4 齋藤慎太郎4 | 田村真子8          | 田村真子8          |
| 2021.1.11 | 2021.1.22  | 石井亮次         | 古川枝里子9                                     | 古川枝里子            | 光山雄一朗          | 齊藤初音      | 古川枝里子   | 出水麻衣1・2       | 出水麻衣1・2       | 野村彩也子4 齋藤慎太郎4 | 田村真子8          | 田村真子8          |
| 2021.1.25 | 2021.3.19  | 石井亮次         | 齊藤初音10 古川枝里子10                         | 古川枝里子            | 光山雄一朗          | 齊藤初音      | 古川枝里子   | 出水麻衣1・2       | 出水麻衣1・2       | 野村彩也子4 齋藤慎太郎4 | 田村真子8          | 田村真子8          |
| 2021.3.22 | 2021.3.26  | 石井亮次         | 皆藤愛子11 雨宮萌果11                           | 古川枝里子            | 光山雄一朗          | 齊藤初音      | 古川枝里子   | 出水麻衣1・2       | 出水麻衣1・2       | 野村彩也子4 齋藤慎太郎4 | 田村真子8          | 田村真子8          |
| 2021.3.29 | 2021.4.23  | 石井亮次         | 皆藤愛子                                        | 古川枝里子            | 光山雄一朗          | 齊藤初音      | 古川枝里子   | 出水麻衣1・2       | 出水麻衣1・2       | 野村彩也子4 齋藤慎太郎4 | 上村彩子           | 上村彩子           |
| 2021.4.26 | 2021.10.1  | 石井亮次         | 山内彩加12 古川枝里子12 齊藤初音12 光山雄一朗12 | 古川枝里子            | 光山雄一朗          | 齊藤初音      | 古川枝里子   | 出水麻衣1・2       | 出水麻衣1・2       | 野村彩也子4 齋藤慎太郎4 | 上村彩子           | 上村彩子           |
| 2021.10.4 | 2022.1.28  | 石井亮次         | 皆藤愛子13                                      | 古川枝里子            | 光山雄一朗          | 齊藤初音      | 古川枝里子   | 出水麻衣1・2       | 出水麻衣1・2       | 小沢光葵⁴ 高柳光希⁴     | 上村彩子           | 上村彩子           |
| 2022.1.31 | 2022.3.4   | 石井亮次         | 光山雄一朗14                                    | 古川枝里子            | 光山雄一朗          | 齊藤初音      | 古川枝里子   | 出水麻衣1・2       | 出水麻衣1・2       | 小沢光葵⁴ 高柳光希⁴     | 上村彩子           | 上村彩子           |
| 2022.3.7 | 2022.4.1   | 石井亮次         | 皆藤愛子15                                      | 古川枝里子            | 光山雄一朗          | 齊藤初音      | 古川枝里子   | 出水麻衣1・2       | 出水麻衣1・2       | 小沢光葵⁴ 高柳光希⁴     | 上村彩子           | 上村彩子           |
| 2022.4.4 | 2023.1.6   | 石井亮次         | 皆藤愛子15                                      | 古川枝里子            | 光山雄一朗          | 齊藤初音      | 古川枝里子   | 出水麻衣1・2       | 出水麻衣1・2       | 高柳光希                | 上村彩子1・2       | 山本里菜           |
| 2023.1.9 | 2023.3.31  | 石井亮次         | 皆藤愛子15                                      | 古川枝里子            | 光山雄一朗          | 齊藤初音      | 古川枝里子   | 古田敬郷           | 出水麻衣           | 高柳光希                | 上村彩子1・2       | 山本里菜           |
| 2023.4.3 | 2023.9.29  | 石井亮次         | 皆藤愛子15                                      | 古川枝里子            | 光山雄一朗          | 古川枝里子    | 古川枝里子   | 古田敬郷           | 出水麻衣           | 高柳光希                | 上村彩子1・2       | 山本里菜           |
| 2023.10.2 | 2024.3.29  | 石井亮次         | 皆藤愛子15                                      | 古川枝里子            | 光山雄一朗          | 古川枝里子    | 古川枝里子   | 山本恵里伽1・2     | 山本恵里伽1・2     | 御手洗菜々2             | 上村彩子1・2       | 南後杏子2          |
| 2024.4.1 | 2024.7.15  | 石井亮次         | 皆藤愛子15                                      | 古川枝里子            | 夏目みな美          | 古川枝里子    | 古川枝里子   | 上村彩子1・2       | 出水麻衣1・2       | 御手洗菜々2             | 南後杏子1・2       | 御手洗菜々2        |
| 2024.7.22 | 2024.8.9   | 石井亮次         | 古川枝里子16 夏目みな美16                       | 古川枝里子            | 夏目みな美          | 古川枝里子    | 古川枝里子   | 上村彩子1・2       | 出水麻衣1・2       | 御手洗菜々2             | 南後杏子1・2       | 御手洗菜々2        |
| 2024.8.12 | 2024.9.27  | 石井亮次         | 皆藤愛子17                                      | 古川枝里子            | 夏目みな美          | 古川枝里子    | 古川枝里子   | 上村彩子1・2       | 出水麻衣1・2       | 御手洗菜々2             | 南後杏子1・2       | 御手洗菜々2        |
| 2024.9.30 | 2024.12.6  | 石井亮次         | 皆藤愛子17                                      | 古川枝里子            | 小川実桜            | 友廣南実      | 古川枝里子   | （コーナーなし）   | （コーナーなし）   | （コーナーなし）        | （コーナーなし）   | （コーナーなし）   |
| 2024.12.9 | 2024.12.28 | 石井亮次         | 皆藤愛子17                                      | 友廣南実18 小川実桜18 | 小川実桜            | 友廣南実      | 小川実桜18   | （コーナーなし）   | （コーナーなし）   | （コーナーなし）        | （コーナーなし）   | （コーナーなし）   |
| 2025.1.6 | 現在       | 石井亮次         | 皆藤愛子17                                      | 古川枝里子19          | 小川実桜            | 友廣南実      | 古川枝里子19 | （コーナーなし）   | （コーナーなし）   | （コーナーなし）        | （コーナーなし）   | （コーナーなし）   |
| - 1 当日11時台の『JNN NEWS』キャスターと兼務（田村は2019年6月6日以降）。 - 2 当日13時台の「JNN NEWS」（『ひるおび!』への内包分）担当と兼務。 - 3 中田、根本、皆藤、馬場のいずれかが担当。 - 4 隔週交代。 - 5 新型コロナの感染拡大により日本政府が東京都、神奈川県、千葉県、埼玉県、大阪府、兵庫県を対象に4月7日の緊急事態宣言発令による変更。4月27日（月）は加藤愛、4月30日（木）・5月1日（金）は光山が担当。 - 6 東京都での新型コロナウイルスの感染拡大により小池百合子東京都知事が7月4日に東京都独自で都民に対し不要不急の都外への移動自粛要請をした事に対する変更。 - 7 『NEWS23』メインキャスターの小川彩佳の産休に伴いサブキャスターだった山本恵里伽のメインキャスター代行に伴い田村が『NEWS23』サブキャスター代行にその期間番組異動に伴う措置。 - 8 『NEWS23』メインキャスターの小川彩佳の産休明けに伴い『NEWS23』の体制が2020年7月3日以前に戻る事を受けての措置。 - 9 新型コロナウイルスの感染拡大により政府が東京都、神奈川県、千葉県、埼玉県を対象に1月8日に2回目の緊急事態宣言発令による影響変更。 - 10 新型コロナウイルスの感染拡大により政府が東京都、神奈川県、千葉県、埼玉県を対象に1月8日に2回目の緊急事態宣言発令による影響変更によるCBC内の月曜の担当変更。 - 11 新型コロナウイルスの感染拡大により政府が東京都、神奈川県、千葉県、埼玉県を対象に1月8日から発出されていたに2回目の緊急事態宣言がこの日に解除された事により、2021年1月8日以前の体勢に戻った事による変更。 - 12 新型コロナウイルスの感染拡大により政府が東京都、大阪府、兵庫県、京都府を対象に4月25日に3回目の緊急事態宣言発令による影響変更、皆藤の突発性難聴による休養に伴うCBC内の月曜の担当変更、山内（4/26）、古川（5/3、5/17、6/14、7/12、7/26、8/16、8/30、9/6）、斉藤（5/10,5/24,6/7、6/28、7/19、8/2、8/9、8/23、9/13）、光山（5/31、6/21、7/5、9/20、9/27） - 13 新型コロナウイルスの感染拡大により政府が17都道府県に発令していた緊急事態宣言が10/1に全面解除＆皆藤愛子が突発性難聴による療養から復帰によるへ変更。 - 14 レギュラーコメンテーター新型コロナウイルス感染拡大による東京大阪在住者リモート出演による自局アナへの変更。 - 15東京、大阪在住者 レギュラーコメンテーター、アシスタントスタジオ出演再開に伴う変更。 - 16皆藤の足骨折に伴う休演に伴う変更。 - 17皆藤が足骨折に伴う休演から復帰伴う変更 - 18沢の足手術に伴い古川の気象コーナーへの担当変更に伴うアシスタントの変更。友廣（12/10、12/24）、小川（12/17） - 19沢の足手術から復帰伴う変更 |            |                  |                                                 |                       |                     |               |              |                    |                    |                         |                    |                    |

### タレント・コメンテーター
| 期間                   | 月曜日                                           | 火曜日                                                                  | 水曜日                                             | 木曜日                                                                 | 金曜日                                                                           |
| ---------------------- | ------------------------------------------------ | ----------------------------------------------------------------------- | -------------------------------------------------- | ---------------------------------------------------------------------- | -------------------------------------------------------------------------------- |
| 2013.4.1 - 2013.5.24   | 大久保佳代子 アルコ&ピース 吉岡直子 キンタロー。 | 矢口真里 オジンオズボーン                                               | ニッチェ 水城あやの 織田奈津子 安めぐみ            | 山口もえ ジャングルポケット                                            | 黒田知永子 水城あやの 青木まな                                                   |
| 2013.5.27 - 2013.6.21  | 大久保佳代子 アルコ&ピース 吉岡直子 キンタロー。 | （矢口の代演者） オジンオズボーン                                       | ニッチェ 水城あやの 織田奈津子 安めぐみ            | 山口もえ ジャングルポケット                                            | 黒田知永子 水城あやの 青木まな                                                   |
| 2013.6.24 - 2014.3.28  | 大久保佳代子 アルコ&ピース 吉岡直子 キンタロー。 | 藤本美貴 オジンオズボーン                                               | ニッチェ 水城あやの 織田奈津子 安めぐみ            | 山口もえ ジャングルポケット                                            | 黒田知永子 水城あやの 青木まな                                                   |
| 2014.3.31 - 2014.9.26  | 大久保佳代子 アルコ&ピース 吉岡直子 キンタロー。 | 藤本美貴 オジンオズボーン 佐藤倫子 織田奈津子                           | ニッチェ 水城あやの                                | 山口もえ ジャングルポケット 青木まな                                   | 黒田知永子 水城あやの                                                            |
| 2014.9.29 - 2014.12.26 | 大久保佳代子 ユージ 鈴木明子 吉岡直子            | 藤本美貴 林修 オジンオズボーン 佐藤倫子 織田奈津子                      | 松本明子 ニッチェ 水城あやの                       | 山口もえ 博多華丸 ジャングルポケット 青木まな キンタロー。             | 黒田知永子 遼河はるひ ふぉ〜ゆ〜                                                 |
| 2015.1.5 - 2015.3.27   | 大久保佳代子 ユージ 鈴木明子 吉岡直子            | 林修 オジンオズボーン 佐藤倫子 織田奈津子 日替わりゲスト                | 松本明子 ニッチェ 水城あやの                       | 山口もえ 博多華丸 ジャングルポケット 青木まな キンタロー。             | 黒田知永子 遼河はるひ ふぉ〜ゆ〜                                                 |
| 2015.3.30 - 2016.4.1   | 大久保佳代子 ユージ 鈴木明子 吉岡直子            | 林修 友近 岡田圭右 木本武宏 佐藤倫子 織田奈津子                         | 松本明子 ニッチェ 水城あやの                       | 山口もえ 博多華丸 JOY 青木まな キンタロー。                            | 黒田知永子 遼河はるひ ふぉ〜ゆ〜                                                 |
| 2016.4.4 - 2016.9.30   | 大久保佳代子 ユージ 鈴木明子                     | 友近 岡田圭右 島崎和歌子 木本武宏 村田千弥                              | 松本明子 ニッチェ 水城あやの                       | 博多華丸 JOY キンタロー。                                              | 黒田知永子 増田英彦 遼河はるひ ふぉ〜ゆ〜                                        |
| 2016.10.3 - 2018.9.28  | 大久保佳代子 ユージ 鈴木明子 水道橋博士 竹田恒泰 | 友近 岡田圭右 武田邦彦 菊地幸夫 ふぉ〜ゆ〜                              | 松本明子 ニッチェ 東国原英夫                       | 博多華丸 JOY 田中ウルヴェ京 キンタロー。                               | 黒田知永子 増田英彦 山路徹 水城あやの                                            |
| 2018.10.1 - 2019.3.29  | 大久保佳代子 ユージ 鈴木明子 竹田恒泰            | 友近 岡田圭右 武田邦彦 菊地幸夫 ふぉ〜ゆ〜                              | 松本明子 ニッチェ 東国原英夫                       | ケンドーコバヤシ JOY 田中ウルヴェ京 生島ヒロシ 麻木久仁子 キンタロー。 | 黒田知永子 増田英彦 山路徹 水城あやの                                            |
| 2019.4.1 - 2020.3.27   | 大久保佳代子 ユージ 竹田恒泰 龍崎孝              | 友近 岡田圭右 武田邦彦 菊地幸夫                                         | 松本明子 古舘伊知郎 ニッチェ                       | 東国原英夫 ケンドーコバヤシ JOY 山口真由                               | 黒田知永子 増田英彦 山路徹 角谷浩一                                              |
| 2020.3.30 - 2020.6.5   | 大久保佳代子 ユージ 竹田恒泰 龍崎孝 森田豊       | 友近 岡田圭右 武田邦彦 菊地幸夫 江口ともみ 金子恵美 鈴木哲夫 須田慎一郎 | 松本明子 古舘伊知郎 ニッチェ 正木裕美              | 東国原英夫 ケンドーコバヤシ JOY 山口真由 野々村友紀子                  | 増田英彦 河合郁人 ナジャ・グランディーバ 田中ウルヴェ京 角谷浩一 清原博          |
| 2020.6.8 - 2021.3.26   | 大久保佳代子 ユージ 龍崎孝 森田豊                | 友近 岡田圭右 武田邦彦 菊地幸夫 江口ともみ 金子恵美 鈴木哲夫 須田慎一郎 | 松本明子 古舘伊知郎 ニッチェ 正木裕美              | 東国原英夫 ケンドーコバヤシ JOY 山口真由 野々村友紀子                  | 増田英彦 河合郁人 ナジャ・グランディーバ 田中ウルヴェ京 角谷浩一 清原博          |
| 2021.3.29 - 2021.7.2   | 大久保佳代子 ユージ 東国原英夫 森田豊            | 岡田圭右 菊地幸夫 江口ともみ 金子恵美                                   | 松本明子 古舘伊知郎 千原ジュニア 丸田佳奈 正木裕美 | 東国原英夫 瀧川鯉斗 山口真由 野々村友紀子                              | 増田英彦 河合郁人 ナジャ・グランディーバ 田中ウルヴェ京 角谷浩一 清原博 鈴木哲夫 |
| 2021.7.5 - 2021.10.1   | 大久保佳代子 ユージ 東国原英夫 森田豊            | 岡田圭右 菊地幸夫 鈴木紗理奈 江口ともみ 金子恵美                        | 松本明子 古舘伊知郎 千原ジュニア 丸田佳奈 正木裕美 | 東国原英夫 瀧川鯉斗 山口真由 野々村友紀子                              | 増田英彦 河合郁人 ナジャ・グランディーバ 田中ウルヴェ京 角谷浩一 清原博 鈴木哲夫 |
| 2021.10.4 - 2022.4.1   | 大久保佳代子 ユージ 東国原英夫 森田豊            | 岡田圭右 菊地幸夫 鈴木紗理奈 江口ともみ 金子恵美                        | 松本明子 古舘伊知郎 千原ジュニア 正木裕美          | 東国原英夫 瀧川鯉斗 山口真由 野々村友紀子 丸田佳奈                     | 増田英彦 河合郁人 ナジャ・グランディーバ 田中ウルヴェ京 角谷浩一 清原博 鈴木哲夫 |
| 2022.4.4 - 2023.3.31   | 大久保佳代子 ユージ 東国原英夫 森田豊            | 岡田圭右 菊地幸夫 鈴木紗理奈 江口ともみ 金子恵美                        | 松本明子 古舘伊知郎 千原ジュニア 正木裕美          | 東国原英夫 山口真由 野々村友紀子 丸田佳奈                              | 増田英彦 河合郁人 ナジャ・グランディーバ 田中ウルヴェ京 角谷浩一 清原博 鈴木哲夫 |
| 2023.4.3 - 現在        | 大久保佳代子 ユージ 東国原英夫 森田豊            | 岡田圭右 菊地幸夫 鈴木紗理奈 江口ともみ 金子恵美                        | 松本明子 古舘伊知郎 正木裕美                       | 東国原英夫 山口真由 野々村友紀子 丸田佳奈                              | 増田英彦 河合郁人 ナジャ・グランディーバ 田中ウルヴェ京 角谷浩一 清原博 鈴木哲夫 |

## 現在のコーナー
重大事件・事故発生時や番宣の関係でゲストが出演する場合など、編成・構成上の都合や番組自体の短縮版の放送等で番組内容やコーナー開始時間が変更または休止となることがある。

### コーナー一覧

#### 全曜日共通
- 気象情報（15時30分頃[注 110]）
  - 冒頭に気象に関連したニュースを1項目伝え、それに絡めた気象解説から、全国の当日夜及び翌日の予報、週間予報などを伝える。
  - 一部ネット局では、このコーナー途中の15時40分で飛び降りとなるため、それに配慮してこの時間帯でいったん話を区切る。
- かけあいコーナー『ゴゴから夕方へバトンタッチ』（15時49分）
  - 2025年3月31日開始、『Nスタ』へのクロスプラグを兼ねたコーナー。月 - 木曜に放送[注 111]。CBCのスタジオとTBSのスタジオを中継で繋ぎ、当日にNスタで取り上げる予定の内容などをテーマに約1分間のトークを行う。
  - なおこのコーナーは編成枠の都合上、TBS制作で『Nスタ』の枠内となる[注 112]ため、厳密には『ゴゴスマ』のコーナーではない。
  - このコーナーに関しては本編をネットしていない信越放送でも、コーナー開始時からネットされている。

#### 月曜日
- 石井さん、事件です!（15時40分頃）
  - 2023年4月3日から開始。芸能リポーターとして著名な阿部祐二が、芸能とは関係ない最新の流行などを調査する企画。『事件です』は阿部が2023年3月まで出演していた番組で使われたトレードマークともいえるフレーズから。

#### 火曜日
- クエスチョン?forゆ〜（15時40分頃）
  - 2020年3月31日から開始。ふぉ〜ゆ〜のメンバーが週替わりで気になる疑問を調査する。『ゴゴスマピックアップ（新）』同様に取材したリポーターのスタジオ生出演は基本的にない。

#### 水曜日・木曜日
- ゴゴぷれ（15時30分頃[注 113][注 114]）
  - 各種インフォマーシャル及びプレゼントコーナー。お天気コーナー中にCMに入ってもCM明けのこのコーナーを流してからお天気コーナーに復帰する。

#### 木曜日
- もぎたて特選!3時の芸能こんにちは（最新ニュース後の15時頃から[注 115]）
  - 1週間の芸能ニュースをまとめて紹介し、その中でいくつかを掘り下げ、スポーツ新聞の記者やデスク（主にスポニチ。稀に東京中日スポーツやTBSテレビ芸能統括デスクら）が解説する。

#### 金曜日
- 今日はダレなんサ〜 列島生報告（15時40分頃）
  - 2020年4月3日から不定期で放送。本番組が放送されているネット局のアナウンサーが地域の話題・観光情報などを伝える。
  - 当コーナー未放送時の「気象情報」と同じく、一部ネット局は、このコーナー途中の15時40分で飛び降りとなるため、それに配慮してこの時間帯でいったん話を区切る。
  - 2020年11月23日以降はTBSテレビが臨時非ネットとする日にSP版が放送されており、毎年11月にはこれまでの放送で特にインパクトの強かったアナウンサーの中からナンバー1を決める「ダレなんサ〜大賞」が行われている。ノミネートされたアナウンサーは大賞当日に新たな生中継を行い、当日のスタジオ出演者の投票により大賞が決定する。大賞受賞者にはスタジオ生出演（コーナーが行われる15時40分以降に石塚との入れ替わりで出演する）の権利が与えられる。
    - 2022年9月24日（16:00 - 17:00）は特別編「秋のダレなんサ〜大賞」として、『THE TIME,』での中継企画での常連アナウンサー7名により、これまでの「ダレなんサ〜大賞」同様に当日に新たな生中継を行なった[68]。当日は、CBCテレビ・TBSテレビ含めた10局ネットで放送された。この回では、7名全員の生中継終了後に視聴者投票で大賞を決定し、これとは別にスタジオ出演者の投票により「審査員特別賞」が決定された。以降の回でも「審査員特別賞」に相当する賞が設けられている。

| 回数   | 放送日         | 受賞アナウンサー | 所属        | 備考                                                                           |
| ------ | -------------- | ---------------- | ----------- | ------------------------------------------------------------------------------ |
| 1      | 2020年11月23日 | 武田彩佳         | RSK山陽放送 |                                                                                |
| 2      | 2021年11月3日  | 田村友里         | 中国放送    |                                                                                |
| 特別編 | 2022年9月24日  | 田村友里         | 中国放送    | 田村アナは連覇達成。 審査員特別賞は、谷川恵一（北陸放送）。                    |
| 3      | 2023年11月3日  | 田村友里         | 中国放送    | 田村アナは3連覇達成。 ナジャデミー賞（審査員特別賞）は、青木隆太（静岡放送）。 |

## 休止しているコーナー
- 最新ニュース（14時40分から50分頃）
  - TBSテレビ報道局から国内外の最新ニュース[注 116] を伝える[注 117]。TBSテレビが臨時非ネットとした場合は同局からの裏送りで放送または休止のどちらかとなる。
  - 2024年9月26日の放送をもって、無期限休止となった[注 118]。なお、緊急のニュースや地震速報（概ね震度5強以上）の場合は、その事案に限り臨時にTBSテレビから伝えられることもある。
- ゴゴスマ10分クリニック（15時台中盤に不定期放送）
  - 健康に関わる事象（病気の症状と対処・予防など）を専門医による解説を交えて紹介する。2020年以降は新型コロナの影響もあり、事実上のコーナー休止状態となっている。
- 木曜名物 光山アナウンサーの激安生中継!!（最新ニュース後の15時頃から）
  - 光山がスーパー、ディスカウントショップ等の激安情報を生中継する。なお激安情報はCBCのホームページで募集されている。2024年3月限りで光山がアシスタント卒業後は放送が無く実質休止状態となっている。

## 過去のコーナー
- ゴゴの一面・ニュースランキング
  - 毎朝、番組がアンケート調査した「視聴者の興味・関心を持った事件・事故など」をランキング形式で最新情報も交えて伝えた。
  - 2016年2月頃から「ニュースランキング」としての進行が毎日ではなくなり、注目ニュースを「トップニュース」「注目ニュース」として、順位をつけずに伝えることが増えていた。同年4月以降に終了。
- ゴゴの二面・PICK UP
  - 当日のニュースランキングで番外になった話題や、旬の話題などを独立させて紹介した。「日刊スマイル」とコンセプトが類似しているが、内容によってコーナー名を分けている模様。
  - こちらのコーナーも「ニュースランキング」同様に、2016年2月頃から特定のコーナー名をつけずに伝えることが増えており、同年4月以降に終了。
- どこよりも早い夕刊チェック YES!ユウカン!
  - 2016年3月7日開始。当日発行の一般紙夕刊（主に中日新聞[注 119]、毎日新聞中部本社版、朝日新聞名古屋本社版）や夕刊紙（中京スポーツ、夕刊フジ、日刊ゲンダイ）の紙面から数項目を選んで紹介した。
- ゴゴスマピックアップ（旧）
  - 火曜日の15時40分頃に放送。グルメや旅、観光地などの情報を村田千弥および水城あやのがリポート。以前の「主婦の私が生きる道」をリニューアルしたVTRコーナー。
  - ふぉ〜ゆ〜の出演曜日及び出演形態の変更（出演曜日が金曜日→火曜日に、出演形態がスタジオ生出演→VTR出演）に伴い、コーナーがリニューアルされ、ここで記述されている内容としては終了。
- ボイメン☆クエスト
  - 月曜日→木曜日の15時40分頃に放送。BOYS AND MENが巷の様々な謎を調査した。
  - 2018年9月で終了。
- ちょっと気の早い 明日の運勢ランキング
  - 15時48分頃に放送。生まれ月による運勢ランキングとラッキーアイテムを紹介。
  - CBCテレビ以外のネット局はこのコーナー終了で飛び降りだが、番組進行によっては休止されることがあり、その場合はスタジオでの進行途中でCBCテレビ以外の全ネット局がそのまま飛び降りとなった。
  - VTR中のBGMは、2001年 - 2003年に放送されていた同局制作のアニメ『星のカービィ』のオープニングテーマ「カービィ★マーチ」のインストゥルメンタル版が使用されていた[注 120]。
  - 2018年9月28日で終了。
- ゴゴスマピックアップ（新）
  - 火曜日の15時30分頃に放送。2019年3月まで火曜日、2019年4月から木曜日へ移動後、2019年6月時点で元の火曜日に戻っていた。
  - グルメや旅、観光地及び気になる商品などの情報をふぉ〜ゆ〜のメンバーが週替わりでリポートしたVTRコーナー。取材したリポーターのスタジオ生出演は基本的にない。
- 注目ニュースLINEUP
  - 15時47分頃から15時48分50秒まで放送。休止となる日もあり。
  - TBSテレビNスタジオから、夕方の報道番組『Nスタ』で扱う予定の内容から1項目を井上貴博（TBSテレビアナウンサー）または井上不在時の代役として小林廣輝（同、月曜 - 木曜）、熊崎風斗（同、金曜）が簡潔に紹介しながら、CBCテレビスタジオとかけ合いを行う。
  - ちなみに同コーナーの開始当初は、第2部のJNN枠（JNN28局ネットの全国ニュース枠、17:50 - 18:15）で伝える予定の中から1項目を選んでいたが、少なくとも2019年秋以降は第0部（15:49 - 16:50）や第1部（16:50 - 17:50）で伝える予定の項目を紹介することが多くなっており、必ずしもJNN枠に限った『予告』ではなく、むしろNスタで伝える予定項目の『先出し』（内容によっては、このコーナーのみでの紹介となるネット局もある）へと変化している。
  - このコーナーが事実上のエンディングを兼ねていた[注 121] が、稀に別番組（単発、特番など）の告知を行う場合やTBSテレビの臨時非ネット日などで休止されることもある。2019年3月までCBCテレビ及び北海道放送以外のネット局は、このコーナーの後、フリートークを挟んで飛び降りとなっていた。
  - 2020年3月27日をもって終了。
- きょうの"気になる"60秒（15時49分）
  - 2021年3月29日からエンディング後の時間帯に放送されている『Nスタ』のコーナー。番組を締めた後に石井のピンショットに切り替わり、石井が先方を呼び出す。詳細は当該項目を参照。
  - 2024年1月をもって、このタイトルとしては終了。エンディング終了と共に本番組も終了となっていた。
  - このコーナーに関しては本編をネットしていない信越放送でもネットされていた（2021年3月29日から同年5月末まで放送）。
- 僕、どうしたらいいですか? 〜もっと知りたい東海3県の旅〜
  - 月 - 金曜日通しのVTR企画。お笑い芸人の柳原聖（カルマライン）が東海3県の市町村を訪れ、現地の人に「僕、どうしたらいいですか?」と聞き、次の行動を教えてもらうノープラン旅企画。
  - 2015年4月に一旦旅の休止が宣言され、それ以降放送されていない。
- いま知り
  - ニュース用語や世の中の出来事をわかりやすく解説した。過去のコーナー名は「子どもにも教えられるニュース」→「いま知りたいニュース」。かつては金曜日に「金曜版」としてコーナー時間を拡大して放送されていた。
- ゴゴスマ実況中継部 ゴゴチュー
  - 簡易中継システムを活用した生中継コーナー。モバイル回線を利用しているので、CBCテレビ放送エリア（東海3県）以外の地域からも随時中継を実施した[注 122]。
- ゴゴスマNEWS
  - 最新の東海3県・全国ニュースを伝えた。
- ボイメン体操
  - BOYS AND MENが東海地方の幼稚園・保育園に出向き、園児たちと共にオリジナルの体操「ボイメン体操」を踊る。開始当初は「ヤンキー体操」というコーナーであったが、2か月ほど経った頃にリニューアルされた。
  - 2015年9月に番組内での放送終了、同年10月から早朝放送のミニ番組『ボイメン体操』（東海3県ローカル）として単独番組化[69]。
- 『イッポウ』ラインナップ
  - （コーナー終了時点での開始時刻であった）16:50から生放送される『イッポウ』の今日の見所や特集などを、大石がゴゴスマのスタジオで予告・紹介したコーナー。
- オトナ電話相談室
  - 生電話による悩み相談コーナー。視聴者からTwitterを通した意見募集（画面下部に表示）とデータ画面での投票が行われていた。
  - 2015年11月頃から放送頻度が減り（毎日→不定期）、12月以降は一度も放送されておらず、事実上コーナー終了。
- ぶらぶら写真ハンター
  - 道行く人たちに「昔の写真を見せてもらえませんか?」と尋ねながら街を散策するロケVTR企画。ロケ出演は番組レギュラーではないタレントが月替わりで務めた。
  - 2016年2月に終了。
- 日刊スマイル
  - 生活情報を伝える。2016年4月のリニューアルに伴い、「日刊スマイル」の冠は事実上なくなり、各曜日のレギュラー出演者が担当するミニ企画へと移行した。
- ゴゴスマエンタ
  - 最新の芸能ニュースを伝えた。こちらも「日刊スマイル」同様に明確なコーナー冠をつけての枠はなくなり、適宜ネタごとに伝える形へと移行した。
- 主婦の私が生きる道
  - 水曜日→火曜日の15時台後半に放送。福岡県・長崎県で人気リポーターだった織田奈津子が、東海地方のあらゆる事象をリポートした。2015年4月からはリポーターが村田千弥に交代。
- これ知ってマス?
  - 毎週金曜日の15時49分以降に放送（東海3県ローカルパート）。
  - 最新トレンドやおトク情報、意外なサービスをますだおかだの増田英彦と水城あやのが紹介。イオングループとのタイアップ枠。
- 暮らしのハッピーレンジャー
  - 15時49分以降に放送（東海3県ローカルパート）。DCMカーマとのタイアップ枠で、暮らしのお役立ち情報をプロが伝授。
  - 東海3県ローカルパート廃止に伴い、2019年4月から『チャント!』へ移動した。
- ボイメンの感動ごはん 発掘グルメ篇
  - 毎週月曜日の15時40分頃に放送[注 123]。BOYS AND MENのメンバーが、道行く人に「自身がこれまでで感動した食事（日本国内に限る）」を聞き、その場所（店舗）を実際に訪れて料理を味わう。2020年3月30日放送分からはサブタイトルに『発掘グルメ篇』が入り、VTR終了前にはスタジオ（リモート出演者を含む）の誰かを指名して、指名された人が実際に食べたことがあるかないかを判定する[注 124]。食べたことがなければロケを担当したメンバーに1ポイント与えられ[注 125]、ポイントの合計をメンバー同士で競う。先に5ポイント獲得したメンバーは、スタジオ生出演の権利が与えられる（ただし番組全編ではなく、このコーナーが放送される直前の15時40分以降に、石塚と入れ替わる形で出演）。誰かが5ポイントに達したら、ポイントはリセットされ、全員ゼロからのスタートとなる。『発掘グルメ編』開始当初の指名対象者は、石井・大久保・ユージの3人に限られていた[注 126] が、2021年5月3日放送からは月曜レギュラー全員が対象とされた[注 127]。
- らいがごはん ミッション篇（15時40分頃）
  - 上記「ボイメンの感動ごはん 発掘グルメ篇」の後継コーナーとして、2022年4月4日 - 2023年3月27日の毎週月曜日の15時40分頃に放送。寺坂頼我がキーワードを手掛かりに全国の絶品グルメを探す。VTRの最後にはスタジオ出演者[注 128] を指名し、食べたことがあるかないかを判定してもらう形式は、同年3月まで月曜に放送の「ボイメンの感動ごはん 発掘グルメ篇」と同じで、10ポイントたまると寺坂が生出演できるルールで行われ、最終回となった2023年3月27日にスタジオ生出演を果たしている。

### ゴゴスマタイムズ

#### 各曜日別のコーナー枠
2015年3月に一部企画を残して終了。
- 踊る大キンタロー。
  - 月曜日に放送。キンタロー。が東海地方で頑張っている人のもとを訪れ、ダンスで応援した。
- 3時のおやつ
  - 月曜日に放送。東海地方の地元のおやつを紹介した。
- 教えて!すごんちゅ（凄人）さん
  - 水曜日に放送。若手芸人が東海3県のスゴイ人のもとを訪れ、極意を伝授してもらった。
- 知っ得!買い物向上委員会
  - 金曜日に放送。週末の買物に役立つ情報を紹介した。

### ゴゴスマアニメ

#### ショートアニメ枠
DLE、DLE-ERA（台湾）、CBCテレビの3社共同制作作品。
- 第1弾：『ペペンギン』
  - 2013年4月1日 - 5月17日[70]
- 第2弾：『ペペンギン2』
  - 2013年5月20日 - 6月[71]
- 第3弾：『ラビトル』
  - 2013年7月 - 8月[72]
- 第4弾：『Smile!スマモン』
  - 2013年9月1日 - 12月[73]
- 第5弾：『アニマルフレンズ』
  - 2014年1月 - 2月[74]
- 第6弾：『ラビトル2』
  - 2014年2月 - 3月[75]

## テーマ曲

### 番組テーマ曲
| 年度                 | 曲名                | アーティスト       |
| -------------------- | ------------------- | ------------------ |
| 番組開始 - 2015年9月 | Walking On Sunshine | Katrina & TheWaves |
| 2015年10月 - 現在    | 番組オリジナル曲    | 不明               |

### 気象情報（15時30分前後）BGM
| 年度                                    | 曲名                              | アーティスト      |
| --------------------------------------- | --------------------------------- | ----------------- |
| 不明 - 2019年9月27日                    | Dance With Me                     | Orleans           |
| 2019年9月30日 - 現在                    | When Will I See You Again         | The Three Degrees |
| 全国的に弱雨のとき（2019年11月13日 - ） | Raindrops Keep Fallin' on My Head | B.J.Thomas        |

### クリスマス時期
| 年度           | 曲名                            | アーティスト  |
| -------------- | ------------------------------- | ------------- |
| 2019年12月24日 | I saw Mommy kissing Santa Claus | The Jackson 5 |
| 2019年12月25日 | Jingle Bell Rock                | Bobby Helms   |

## ネット局と放送時間
時刻表記は全て、日本標準時（JST）で表記する。

### 東海3県ローカル時代
ここまではCBCテレビのみの放送。
| 放送期間                     | 放送時間                  |
| ---------------------------- | ------------------------- |
| 2013年4月1日 - 2015年3月27日 | 月曜 - 金曜 13:55 - 15:50 |

### ローカルセールス時代
かつて金曜午後に放送されていた『えなりかずき!そらナビ』とは異なり、あくまでも全編ローカルセールス枠であるため、CBCテレビ以外の通常時フルネットまたは同時ネット（15:40飛び降り）で放送する局であっても、編成の都合により臨時非ネット とする場合がある一方で、通常時非ネットとしている局が有事・緊急時による報道特番扱いまたはスポーツ中継等の編成による特別編成実施時を中心に臨時にフルネットまたは同時ネット（15:40飛び降り）あるいは一部時間帯のみ部分ネット で放送する場合がある。
15:40に飛び降りポイントが設けられているため、CBCテレビ・TBSテレビ以外の通常時フルネットとしている局であっても、編成の都合により臨時に同時ネット（15:40飛び降り）となる場合がある一方で、通常時同時ネット（15:40飛び降り）としている局が臨時にフルネットで放送する場合がある。詳細は後述。
放送時間が13:55 - 15:49に統一された2019年4月1日以降の状況を記す。
太字のネット局は、前述の「きょうの"気になる"60秒」も別途ネット。本コーナーのネット状況についての詳細は別記で記載。
全て平日の放送で、制作局を除いて北から放送時間の多い順に記載。
2025年3月31日から
| 放送対象地域   | 放送局                    | 系列    | ネット開始日    | 放送時間（名古屋発）                              | ネット状況                   | 備考 |
| -------------- | ------------------------- | ------- | --------------- | ------------------------------------------------- | ---------------------------- | --- |
| 中京広域圏     | CBCテレビ（CBC）          | TBS系列 | 2013年4月1日 -  | 月曜 - 木曜 13:55 - 15:49金曜 13:55 - 16:50       | 【制作局】                   | 【制作局】 |
| 北海道         | 北海道放送（HBC）         | TBS系列 | 2018年10月1日 - | 月曜 - 金曜 13:55 - 15:49                         | フルネット                   | - 2020年10月5日からフルネットに移行。 - 『Bravo!ファイターズ』（北海道日本ハムファイターズ戦中継）を放送する日は臨時非ネットとする。 - ネット開始から2020年10月2日までは15:40飛び降り。 |
| 関東広域圏     | TBSテレビ（TBS）          | TBS系列 | 2015年3月30日 - | 月曜 - 金曜 13:55 - 15:49                         | フルネット                   | - 同局のみのローカル番組（関東ローカル）または一部地域ネットでのスポーツ中継を放送する日は臨時非ネットまたは途中飛び降りとする。詳細は後述。 |
| 山梨県         | テレビ山梨（UTY）         | TBS系列 | 2020年3月30日 - | 月曜 - 金曜 13:55 - 15:49                         | フルネット                   | |
| 新潟県         | 新潟放送（BSN）           | TBS系列 | 2018年4月2日 -  | 月曜 - 金曜 13:55 - 15:49                         | フルネット                   | |
| 静岡県         | 静岡放送（SBS）           | TBS系列 | 2018年4月2日 -  | 月曜 - 金曜 13:55 - 15:49                         | フルネット                   | - 2022年4月7日から全曜日で再度フルネットに移行。 - ネット開始から2021年3月26日までは全曜日でフルネット。2021年3月29日から2022年4月6日までは木曜・金曜のみ15:40飛び降り（木曜・金曜のみ飛び降り後はローカル情報番組『ちょこっといいね!』（15:40 - 15:49）を放送）。 - 2023年3月13日は13:55に本番組を開始したが13:58頃に中断し静岡ローカルの報道特番 を放送し14:25頃に本番組を再開。 |
| 石川県         | 北陸放送（MRO）           | TBS系列 | 2021年1月4日 -  | 月曜 - 金曜 13:55 - 15:49                         | フルネット                   | - 2021年9月27日からフルネットに移行。 - 15:45頃 - 15:47頃 は『MROニュース』に差し替え。 - ネット開始から9月24日までは15:40飛び降り。 |
| 鳥取県・島根県 | 山陰放送（BSS）           | TBS系列 | 2017年4月3日 -  | 月曜 - 金曜 13:55 - 15:49                         | フルネット                   | - 毎年7月第4週に開催される『全国高等学校野球選手権島根大会 準決勝・決勝戦』（13:55 - 15:54）を放送する日（平日と重なる場合のみ）は臨時非ネットとする。 |
| 岡山県・香川県 | RSK山陽放送（RSK）        | TBS系列 | 2020年3月30日 - | 月曜 - 金曜 13:55 - 15:49                         | フルネット                   | |
| 山口県         | テレビ山口（tys）         | TBS系列 | 2017年9月4日 -  | 月曜 - 金曜 13:55 - 15:49                         | フルネット                   | |
| 愛媛県         | あいテレビ（itv）         | TBS系列 | 2019年9月30日 - | 月曜 - 金曜 13:55 - 15:49                         | フルネット                   | |
| 高知県         | テレビ高知（KUTV）        | TBS系列 | 2019年7月1日 -  | 月曜 - 金曜 13:55 - 15:49                         | フルネット                   | - 2020年3月30日から全曜日で再度フルネットに移行。 - 毎年11月下旬に開催される男子ゴルフ『カシオワールドオープン』の2日目（14:00 - 15:52）を放送する日は臨時非ネットとする。 - ネット開始から2019年9月27日まではフルネット、同年9月30日から12月27日までは15:40飛び降り、2020年1月8日から3月27日までは月曜・火曜は15:40飛び降り、水曜 - 金曜はフルネット。 - 2022年7月5日は臨時に15:40飛び降りに変更。 |
| 長崎県         | 長崎放送（NBC）           | TBS系列 | 2021年3月29日 - | 月曜 - 金曜 13:55 - 15:49                         | フルネット                   | |
| 熊本県         | 熊本放送（RKK）           | TBS系列 | 2019年4月1日 -  | 月曜 - 金曜 13:55 - 15:49                         | フルネット                   | - 2020年4月1日からフルネットに移行。 - ネット開始から2020年3月31日までは15:40飛び降り。 |
| 宮崎県         | 宮崎放送（MRT）           | TBS系列 | 2020年3月30日 - | 月曜 - 金曜 13:55 - 15:49                         | フルネット                   | - 2020年5月11日からフルネットに移行。 - 毎年1月第2月曜日（成人の日）は『全国高校サッカー選手権 決勝戦』（14:00 - 試合終了、全国民放テレビ43局共同制作）を日本テレビから系列外ネットで放送するため臨時非ネットとする。 - ネット開始から5月8日までは15:40飛び降り。 |
| 山形県         | テレビユー山形（TUY）     | TBS系列 | 2025年3月31日 - | 月曜 - 木曜 13:55 - 15:49                         | フルネット                   | - ネット開始以前は2022年8月4日や毎年3月11日の東日本大震災発災日などは臨時フルネットで放送。 |
| 富山県         | チューリップテレビ（TUT） | TBS系列 | 2019年4月1日 -  | 火曜 - 木曜 13:55 - 15:49月曜・金曜 13:55 - 15:40 | 火曜 - 木曜のみフルネット    | - 2023年4月3日から火曜 - 木曜のみ再度フルネットに変更。 - ネット開始から2021年5月28日までは全曜日でフルネット、2021年5月31日から2023年3月31日までは全曜日15:40飛び降り。 |
| 岩手県         | IBC岩手放送（IBC）        | TBS系列 | 2019年4月1日 -  | 月曜 - 金曜 13:55 - 15:40                         | 同時ネット （15:40飛び降り） | - 2021年3月29日から15:40飛び降りに変更。 - 飛び降り後は、『岩手日報IBCニュース』（15:40 - 15:43）、『県内の天気』（15:43 - 15:46）、自社番宣番組『みciao!IBC』（15:46 - 15:49）を各々放送。 - 2021年12月28日は臨時フルネットで放送。 - ネット開始から2021年3月26日までは全曜日でフルネット。 |
| 宮城県         | 東北放送（tbc）           | TBS系列 | 2016年4月4日 -  | 月曜 - 金曜 13:55 - 15:40                         | 同時ネット （15:40飛び降り） | - 飛び降り後は、ステブレレスでローカル報道番組『Nスタみやぎ早版』（15:40 - 15:49）を放送。 - 『直球勝負!イーグルスLIVE』（東北楽天ゴールデンイーグルス戦中継）を放送する日は臨時非ネットとする（雨天中止となった場合は臨時に通常通り15:40飛び降りまたはフルネットでの放送に復帰）。 - 2022年3月2日 - 4月3日は「きょうの"気になる"60秒」を非ネット。 |
| 福島県         | テレビユー福島（TUF）     | TBS系列 | 2020年3月30日 - | 月曜 - 金曜 13:55 - 15:40                         | 同時ネット （15:40飛び降り） | - 2023年1月4日から再度15:40飛び降りに変更し、飛び降り後は自社制作番組『#福の空』（15:40 - 15:49）を放送。 - ネット開始から2020年12月25日までは15:40飛び降り、2021年1月4日から2022年12月28日まではフルネット。 |
| 近畿広域圏     | 毎日放送（MBS）           | TBS系列 | 2021年3月15日 - | 月曜 - 金曜 13:55 - 15:40                         | 同時ネット （15:40飛び降り） | - 飛び降り後には2021年3月29日から、『よんチャンTV』（15:40 - 19:00）を関西ローカル向けに放送している。ただし、ネットの開始から2021年3月26日までは臨時にフルネットで放送。 - 『春一番!笑売繁盛』（関西ローカルで13:55 - 16:50に放送される新春特別番組）の放送日（1月4日）、『全国高校ラグビー大会 準決勝戦』（基本として関西ローカルで13:55 - 15:49に中継）の開催日（1月5日）および、『選抜高校野球大会 決勝戦（12:00から試合終了まで中継）の開催日（3月下旬から4月上旬までの期間）が平日と重なる年にはネットを臨時に返上。他の時期にも、『MBSベースボールパーク』（阪神タイガースのデーゲーム戦中継）や『よんチャンTV』の放送枠拡大などでネットを頻繁に返上している（当該項で詳述）。 |
| 広島県         | 中国放送（RCC）           | TBS系列 | 2021年1月4日 -  | 月曜 - 金曜 13:55 - 15:40                         | 同時ネット （15:40飛び降り） | - 飛び降り後は、ローカル情報番組『イマナマ!』（15:40 - 18:56）を広島ローカル向けに放送していて、2021年1月4日以降は、中国・四国地方のネット局で唯一通常時編成で15:40飛び降りとなっている。 - 『Veryカープ! RCCカープデーゲーム中継』（広島東洋カープ戦中継）と『イマナマ!』の特別番組 を放送する日は何れも臨時非ネットとする（前者のみ雨天中止となった場合はネット復帰）。なお、毎年5月3日から5日に開催される『ひろしまフラワーフェスティバル』の初日となる5月3日の「フラワーパレード」の生中継による特別編成 や、最終日となる5月5日の「きんさいYOSAKOI」の生中継 が平日と重なる場合 の当番組の放送については現時点で未定。                                                            |
| 福岡県         | RKB毎日放送（RKB）        | TBS系列 | 2020年9月28日 - | 月曜 - 金曜 13:55 - 15:40                         | 同時ネット （15:40飛び降り） | - 飛び降り後は、ローカル情報番組『タダイマ!』（15:40 - 19:00）を放送。 - 『S☆1 BASEBALL 鷹ちゃん Live』（福岡ソフトバンクホークス戦中継）を放送する日は臨時非ネットとする。 - 2020年12月25日・2022年9月19日は臨時フルネットで放送。 - 2024年8月12日は『RKBドキュメンタリーの日』（13:55 - 16:50）を放送のため、臨時非ネット。 - 2025年2月11日は『第39回民教協スペシャル 時給10円という現実〜消えゆく農民〜』（13:55 - 14:50）、『まじもん！』（再放送）（14:50 - 15:49）を放送のため、臨時非ネット。 |
| 大分県         | 大分放送（OBS）           | TBS系列 | 2019年9月30日 - | 月曜 - 金曜 13:55 - 15:40                         | 同時ネット （15:40飛び降り） | - 飛び降り後は、自社制作番組『アレ・コレBOX』（15:40 - 15:46）と『OBSニュース』（15:46 - 15:50）を各々放送。 - 2021年8月4日・8月5日・2022年9月19日は臨時フルネットで放送。 |
| 鹿児島県       | 南日本放送（MBC）         | TBS系列 | 2019年9月30日 - | 月曜 - 金曜 13:55 - 15:40                         | 同時ネット （15:40飛び降り） | - 2024年9月30日から15:40に飛び降り変更し、 飛び降り後は『MBCごごナウ』を放送。 - ネット開始から2020年7月7日までは15:40飛び降り。 - 2020年7月8日から2024年9月27日までフルネットで放送。 |
| 青森県         | 青森テレビ（ATV）         | TBS系列 | 非ネット        | 非ネット                                          | 非ネット                     | - 東日本大震災発災日などは臨時フルネットで放送。 |
| 長野県         | 信越放送（SBC）           | TBS系列 | 非ネット        | 非ネット                                          | 非ネット                     | - 同時間帯はローカル情報番組『ずくだせテレビ』（13:55 - 15:49）を放送（同番組開始前には数回、臨時ネットの実績がある）。 - 東日本大震災発災日や有事・緊急時には部分ネットで放送される場合があるが、『ゴゴスマ』としての放送ではなく、あくまで『ずくだせテレビ』の臨時コーナーとしての位置づけである。 - 2025年3月31日からは『きょうの"気になる"60秒』に限って放送されている。 |
| 沖縄県         | 琉球放送（RBC）           | TBS系列 | 非ネット        | 非ネット                                          | 非ネット                     | - 水曜 13:55 - 14:17・木曜 13:55 - 14:20は自社制作番組『ゆうわく時間』を、水曜 14:17 - 14:20は『島DO宝』を各々放送。 - 2021年3月29日以降は西日本の系列局で唯一通常時編成で非ネットとしている。 - 東日本大震災発災日などは臨時フルネットで放送。 |

### 放送時間の変遷
| 期間       | 期間       | 放送時間（日本時間）   | 放送時間（日本時間）   |
| 期間       | 期間       | CBCテレビ              | TBSテレビ              |
| ---------- | ---------- | ---------------------- | ---------------------- |
| 2013.04.01 | 2015.03.27 | 13:55 - 15:50（115分） | 未ネット               |
| 2015.03.30 | 2015.09.25 | 13:55 - 15:50（115分） | 13:55 - 14:53（58分）  |
| 2015.09.28 | 2016.09.30 | 13:55 - 15:58（123分） | 13:55 - 15:51（116分） |
| 2016.10.03 | 2017.07.28 | 13:55 - 15:58（123分） | 13:55 - 15:50（115分） |
| 2017.07.31 | 2019.03.29 | 13:55 - 15:57（122分） | 13:55 - 15:49（114分） |
| 2019.04.01 | 現在       | 13:55 - 15:49（114分） | 13:55 - 15:49（114分） |

## スタッフ
- 制作協力：TBS
- 製作著作：CBCテレビ

## 重大ニュース・特別番組放送時の対応
突発的な大事件・大事故や大地震などの自然災害、政局などでの重大な動きが発生した時に、臨時ニュースを放送する必要が生じた場合は一時中断または途中打ち切りのどちらかとなり、一時中断扱いとする際には数分 - 数十分程度をTBSテレビ発の報道特別番組に変更し、事案によっては番組枠は残しつつも内容のほぼ全編を差し替えたり、夕方の報道番組『Nスタ』のスタジオと連携をとりながら『Nスタ』ベースの報道特別番組に切り替える場合がある（途中打ち切り）。また前述の通り、極稀に全ネット局で臨時フルネットとする場合もある。
年末年始の当該期間の時間帯はTBSテレビがこれまで『日曜劇場』や『火曜ドラマ』で放送されたドラマ作品のエピソードの集中再放送特番を放送するため休止となる。
- 本番組は同時ネット局の拡大以降、S☆1レーベルによるスポーツ中継により時間変更や休止が生じている。
  - 毎年1月第2月曜日（成人の日）は14:55 - 15:49に『HBCカップジャンプ』[注 170]（北海道放送制作）を、3月11日の同時間帯は『東日本大震災特別番組』（TBSテレビ制作、夕方の報道番組『Nスタ』を基幹番組として放送）を全国ネットで各々放送するため、前者は14:55までの短縮版に変更[注 171][注 172]し、後者は全編休止とする[注 173]。なお、TBSテレビ発の報道特別番組やオリンピック等の各種スポーツ中継（一部系列局制作も含む）を本番組の時間帯に全国ネットで放送する場合[注 174] は、短縮放送（放送時間繰り下げの事例もある）または全編休止のどちらかとなる。
- 上記S☆1レーベルによるスポーツ中継が特定の放送局のみで時間変更や休止が生じる場合は中継を同時ネットしない局に対して裏送りでの本番組を放送するケースがある。
  - 毎年4月下旬もしくは5月初旬にかけて開催される男子ゴルフ・『中日クラウンズ』の初日（木曜）・2日目（金曜）をCBCテレビが東海3県ローカルで放送する際は以下の通りの対応となる。
    - 2018年までは当番組を全編休止とした上でネット局ごとに差し替えるか、その日のみTBSテレビ制作の特別番組の同時ネットのいずれかで対応していた。
    - ネット局が大幅に増加した2019年以降は新型コロナウイルス感染拡大の影響で大会自体が開催中止となった2020年を除き、同中継を東海3県ローカルで放送する日に全編休止とする場合であっても、TBSテレビなどのネット局では本番組を同局からの裏送りで通常通り放送するようになっている。

  - TBSテレビが毎年11月の当番組の時間帯に『東日本実業団駅伝』の録画中継を放送する日（主に11月3日の文化の日）など関東ローカルまたは一部地域ネットでのスポーツ中継を放送する日は臨時非ネットとなる。その際、CBCテレビやTBSテレビ以外の大半のネット局では通常通り放送されるが、内容はニュース・芸能情報は一切扱わず、全国各地からの生中継などのバラエティ系企画に変更となり、TBSテレビ報道局からの中継による最新ニュースコーナーは休止または同局からの裏送りで通常通り放送のどちらかとなる（2021年11月3日は裏送りで最新ニュースを放送）。また、『東日本実業団駅伝』の放送日と重なる場合はTBSテレビにおいて『Nスタ』が16:50開始の短縮放送[注 175][注 176] となるため同番組のオープニングにおける「ゴゴスマ×Nスタ きょうの"気になる"60秒」は放送されない。[注 177]

### 2019年4月以降に特別編成となった事例
前述以外の特番などによる放送の休止・内容・時間変更は以下の通り。重大ニュース・全国ネット特番（前述の『HBCカップジャンプ』と『東日本大震災特別番組』を除く）・放送時間変更の事例のみを記載する。
◎は通常時非ネット局が臨時ネットで放送した事例。
- 2019年4月30日：この日は当時の天皇（現在の上皇）が退位かつ平成最後の日を迎えたことから、13:55 - 15:49に『JNN報道特別番組 NスタSP 平成最後の日〜天皇陛下退位へ』を全国ネットで放送したため、全編休止。
- 2019年9月16日：13:55 - 15:49に『祝!東京五輪マラソン代表内定SP MGC涙の舞台裏完全密着!』を全国ネットで放送したため、全編休止。
- 2020年1月7日：13:55 - 15:19に『KOBELCOスポーツスペシャル 第99回全国高校ラグビー大会 決勝「桐蔭学園×御所実業」』（毎日放送制作）を全国ネットで放送したため、全編休止。15:19以降は各局別で代替番組を穴埋めとして放送した。
- 2020年7月23日（海の日）：13:55 - 15:49（CBCテレビでは - 16:50）に『S☆1 BASEBALL 中日×巨人』（CBCテレビ製作著作、TBSテレビ制作協力）を全国ネットで放送したため、全編休止。
- ◎2020年8月28日：番組放送中の14:10過ぎに、当時内閣総理大臣の安倍晋三が辞任の意向を固めるというニュースが伝わったため、それ以降は番組のほとんどをこのニュースに費やし、随時TBSテレビと中継を繋いだ。
- ◎2020年9月14日：自民党総裁選の投開票に伴い、14:50 - 15:49に『NスタSP "次の総理"は誰に?』を一部地域を除いて放送したため、59分短縮の14:50までの放送に変更。
- 2020年11月3日（文化の日）：13:55 - 15:49（中国放送では - 17:50）に『S☆1 BASEBALL 広島×巨人』（中国放送・TBSテレビ共同製作著作、毎日放送制作協力）を全国ネット[注 178] で放送したため、全編休止。
- 2020年11月4日：アメリカ大統領選挙関連のニュースに伴い、この日は全局臨時フルネットで放送。
- ◎2021年7月26日：10:25 - 14:30に『東京オリンピック2020「柔道女子57kg級・男子73kg級 予選・準々決勝」』を全国ネットで放送したため、45分繰り下げて14:40からの短縮版を放送。
- 2021年7月28日・30日：午前中から長時間（28日は8:00 - 翌2:00、30日は9:00 - 翌2:00）に亘り、『東京オリンピック2020』の競技中継[注 179] を全国ネットで放送したため、全編休止。
- ◎2021年8月5日：8:00 - 15:05に『東京オリンピック2020「陸上」』を全国ネットで放送したため、70分繰り下げて15:05からの短縮版を放送。
- ◎2021年9月29日：自民党総裁選の投開票に伴い、15:20 - 15:49に『NスタSP "次の総理"は誰に?』を一部地域を除いて放送したため、29分短縮の15:20までの放送に変更[注 180]。
- ◎2021年10月4日：岸田内閣の閣僚名簿発表の生中継に伴い、この日はRKB毎日放送を除くネット局で臨時フルネットで放送[注 181]。
- ◎2021年10月26日：眞子内親王の結婚に伴い、13:55 - 14:50に報道特別番組『Nスタ 眞子さま結婚SP』を一部地域を除いて放送したため、55分繰り下げて14:50からの短縮版を放送[82]。
- 2021年10月31日：第49回衆議院議員総選挙の投開票が行われたこの日、19:57 - 翌2:00に平日夕方の報道・情報番組『Nスタ』と平日夜の報道番組『news23』をベースとした開票特別番組『選挙の日』を放送[注 182][注 183]。当番組からも石井がスペシャルリポーターで、火曜コメンテーターの金子がゲストとして各々参加した。
- 2022年2月9日：13:00 - 15:30に『北京オリンピック2022 スノーボード・男子ハーフパイプ予選』を放送したため全編休止。15:30以降は穴埋めとして『Nスタ』を前倒し拡大で放送された。（15:30 - 15:50の『Nスタ・前拡大』は毎日放送とRKB毎日放送のみ非ネット）。
- 2022年5月4日（みどりの日）：13:55 - 15:49に『S☆1 BASEBALL 広島×巨人』（中国放送・TBSテレビ共同製作著作）を全国ネット[注 184] で放送したため、全編休止。
- ◎2022年7月8日：番組開始前の11時31分に起きた安倍晋三銃撃事件を受けて、前番組の『ひるおび!』からそのまま石井が受ける形で5分間事件の概要や状況を説明した後、14:00 - 15:00は『Nスタ』ベースの『JNN報道特別番組』として放送し、15:00以降は番組内容を変更した上で当番組を放送した。
- 2022年7月10日 - 第26回参議院議員通常選挙の投開票が行われたこの日、19:57 - 翌1:00に平日夕方の報道・情報番組『Nスタ』と平日夜の報道番組『news23』をベースとした開票特別番組『選挙の日2022　私たちの明日』を放送[注 185]。当番組からも石井がキャスターで、火曜コメンテーターの金子がゲストとして各々23:00頃までの前半部分で参加した。
- 2023年8月24日：13:55 - 16:50に『世界陸上2023ブダペスト・男子35km競歩』を全国ネットで放送したため、全編休止。
- ◎2024年9月27日：この日実施の自民党総裁選挙開票速報放送のため、臨時全国ネットで放送[注 186]。なお、この日は、15:00までの短縮放送となった（15時からは、「Nスタ」の拡大放送を実施）。
- 2025年7月20日：第27回参議院議員通常選挙の投開票日となったこの日、20:51[注 187] - 翌0:00に『Nスタ』をベースとした開票特別番組『選挙の日2025』を放送。当番組からも石井が特別司会として出演。
- 2025年7月30日：同日8:25頃にカムチャツカ半島沖を震源とするマグニチュード8.7の大地震が発生し、その後9:40に北海道から近畿地方の太平洋側沿岸部の広い範囲に津波警報を発令され[83]、13:55時点でも引き続き警報が発令されていることや、各地で津波観測情報が相次いていることを受け全編休止し、『Nスタ』ベースの『報道特別番組』を放送。

## 特別番組
2013年12月13日（金曜日）は、本番組に続いて、名古屋市の子育て情報に特化した特別番組『ママスマ!リアルママのキッズだより』を東海3県ローカルで15:50 - 16:50に放送。本番組からMCの石井と「ママタレント」である当時のレギュラー陣（藤本・山口・織田）が出演した。ナレーターは、当時石井の上司だった小堀勝啓（担当時点は中部日本放送アナウンサー）。石井・山口を進行役に立てたうえで、河村たかし名古屋市長に対して、『キラママcafe』（CBCラジオの生ワイド番組『ザ・土曜天国』内で放送中の「ママによるママのための情報番組」）のリスナー代表が同市の育児・保健施策に関する意見を直々に述べる企画も実施した。放送終了後は、放送済みの動画を 番組の公式サイト からインターネット向けに配信している。
2014年8月22日（番組放送休止週）、『ゴゴスマ 夏休みスペシャル』として、『僕、どうしたらいいですか? 〜もっと知りたい東海3県の旅〜 夏休みスペシャル』を1時間番組（14:53 - 15:50）で放送。柳原が三重県桑名市の石取祭に参加する1泊2日の旅を放送した。石井は案内役として番組冒頭に出演、古川がナレーションを担当した。
2015年1月1日14:30 - 17:00（第1部）・17:15 - 18:00（第2部） に自社制作番組『なるほどプレゼンター!花咲かタイムズ』との共同特別番組『東海地方の年末年始全力で調べます花スマSP』を放送。この特番については、『ゴゴスマ』と『花咲かタイムズ』のいずれも、当時ネット実績が全くなかった北陸放送でも全編同時ネットしている。
2016年1月1日14:30 - 17:00（第1部）・17:15 - 18:00（第2部）に自社制作番組『なるほどプレゼンター!花咲かタイムズ』との共同特別番組『花スマ2016〜ナゴヤ発"中部ご当地年末年始"生で見せますSP〜』が放送された。この特番については、『ゴゴスマ』と『花咲かタイムズ』のいずれも、当時ネット実績が全くなかった北陸放送は全編、同じくチューリップテレビ・静岡放送は第1部のみ、それぞれ同時ネットを実施した。ただし、先述以外の当時及びその後のネット局はこの番組のネットは行っていない。
2022年8月6日は14:00 - 16:00で『土曜日も!ゴゴスマ』として中京ローカルの特別番組を放送。A.B.C-Zの河合がメイン司会、アシスタントを古川が担当した。
2022年9月24日（土曜日）16:00 - 17:00に『ゴゴスマ 列島生報告SP!〜秋のダレなんサー大賞〜』をCBC発10局ネットで放送。ネット局リポートコーナー「列島生報告! 今日はダレなんサー」を主軸とした特別版。各局アナウンサーが「私の街の秋のご当地グルメ」を生中継で伝え、番組視聴者の投票によってNo.1アナウンサーを決める。MCは石井。岡田、大久保、神田が審査員をつとめる。出演は堀内大輝（HBC）、篠原梨菜（TBS）、谷川恵一（MRO）、若狭敬一（CBC）、田村友里（RCC）、原千晶（tys）、豊福海央（itv）の各アナウンサー。全員『THE TIME,』でも列島中継のリポーターを務めている。

## 制作上の問題
放送内容によるトラブルがいくつか挙げられており、中には出演者の発言が不適切であると批判を浴びることもある。

### 日韓関係の特集での武田邦彦・東国原英夫の発言
2019年（令和元年）8月27日の放送で日韓関係を特集した際に、韓国で日本人女性が韓国人男性に髪をつかまれるなどした映像が拡散していることについて、当時火曜レギュラーだった武田が「路上で日本人の女性観光客を襲うなんていうのは、世界で韓国しかありませんよ」などと発言し、さらに同月29日の放送では東国原がコメントする途中で、コメンテーターの金が意見を述べようとした事で、東国原が「黙ってろ、お前は!黙っとけ!この野郎、しゃべりすぎだよ、お前! 僕、あの人が来たらね、今日欠席してる。事前に言ってよ今度ね」などと激昂した。その後、同月30日の放送の冒頭で、石井が「ヘイト（スピーチ）や犯罪の助長を容認することはできません。不快な思いをされた方々におわびいたします」と謝罪し、9月5日の放送でも東国原が「おっしゃった通り声を荒らげたことは大変申し訳なかったと思います。改めてお詫び申し上げたいと思います」と謝罪した。

### 紀州のドン・ファン事件での瀧川鯉斗の発言
2021年（令和3年）4月29日の放送で紀州のドン・ファン事件を特集した際に、瀧川が同事件で逮捕された25歳の元妻を「本当に一人で覚醒剤とかやっているならば、この人精神障害者なのかな」といった趣旨の発言をし、番組終盤で石井が「憶測による発言で、障害者の方が犯罪を起こすということでは決してありません。お詫びして訂正いたします」と謝罪した。

### 首相指名選挙での東国原英夫の発言
2021年（令和3年）10月4日の放送で衆議院の総理大臣指名選挙で自民党衆院議員の高市早苗に1票入っていたことを紹介した際に、東国原が「入れたのは衛藤征士郎さんではないかと推察する」と発言。その後、NHK党衆院議員の丸山穂高（当時）が自身のYouTubeチャンネルで自分が高市に投票したことを明らかにしたため、翌5日の放送の冒頭で石井が「事実ではありませんでした。お詫びして訂正致します。大変失礼致しました」と謝罪した。

### TBSテレビからの最新ニュースでの音声トラブル
2022年（令和4年）1月14日のTBSテレビからの最新ニュースで、14時55分ごろに「東京オートサロン」開催のニュースを伝えている途中に、音声が約7秒間にわたり聞こえないトラブルが発生。その後、映像は報道フロアにいるTBSテレビアナウンサーの上村彩子に切り替わり、スタッフの指示をイヤモニターで聞いた上村が別のニュースを読み始めたが、こちらも音声が入らずに、代わりに雑音やスタッフの声が遠巻きに入る事態となった。最終的に33秒間ほど正常な音声が入らず、映像は名古屋のスタジオに戻り、石井は「大変申し訳ございません。東京から最新のニュースを伝えてもらっている最中で、音声が途切れてしまいました。大変、申し訳ございませんでした」と謝罪した。